# پکر آچیکالین
پکر آچیکالین (به ترکی استانبولی: Peker Açıkalın)(متولد ۱ نوامبر ۱۹۶۳) بازیگر ترکیه‌ای است که اکثراً در نقش‌های کمدی بازی می‌کند.